# Sharon Cripps
Sharon Cripps, född 29 juni 1977, är en australisk friidrottare. Hon deltog vid olympiska sommarspelen 1996 och olympiska sommarspelen 2000.